# Amos Tversky
Amos Tversky (Haifa, 16 de Março de 1937 - Stanford, 2 de Junho de 1996) foi um pioneiro da ciência cognitiva como psicólogo e teórico influente. É muito conhecido por seu trabalho sobre tomada de decisão e economia comportamental.
Em colaboração com Daniel Kahneman, Tversky desafiou a visão tradicional da racionalidade humana em economia. Suas descobertas tiveram um impacto profundo não apenas na psicologia, mas também em campos como economia, medicina e política. Foi figura chave no estudo do viés humano sistemático e da gestão do risco.
Seus trabalhos iniciais em grande parte diziam respeito aos fundamentos da medição: teoria e metodologia que fundamentam como quantificamos e comparamos diferentes atributos e fenômenos. Foi coautor de um tratado de três volume sobre o tema, chamado, Foundations of Measurement.
Com Daniel Kahneman, seus trabalhos focaram a psicologia da previsão e julgamento de probabilidade. Mais tarde trabalharam juntos para desenvolver a Teoria da Perspectiva. Essa teoria visa explicar as escolhas econômicas humanas irracionais é um dos pilares fundamentais da economia comportamental.
Em 2002, Kahneman foi agraciado pelo Prêmio Nobel Memorial de Ciências Econômicas de 2002, pelo trabalho que realizou em colaboração com Tversky. Trata-se de premiação que por regra não pode ser atribuída postumamente. Porém, Kahneman declarou considerá-lo um prêmio recebido em conjunto, referindo-se ao colega Tversky, falecido 6 anos antes. Em suas palavras: “fomos geminados durante mais de uma década".
Tversky também colaborou com muitos pesquisadores importantes, incluindo Thomas Gilovich, Itamar Simonson, Paul Slovic e Richard Thaler. Uma pesquisa da Review of General Psychology, publicada em 2002, classificou Tversky como o 93º psicólogo mais citado do século 20, empatado com Edwin Boring, John Dewey e Wilhelm Wundt.

## Juventude e educação
Tversky nasceu em Haifa, Palestina Britânica (atual Israel), filho do veterinário polonês Yosef Tversky e da judia lituana Jenia Tversky, uma assistente social que mais tarde se tornou membro do Knesset representando o Mapai ("Mifleget Poalei Eretz Yisrael"; Partido dos Trabalhadores da Terra de Israel). Tversky tinha uma irmã, Ruth, treze anos mais velha.
A mãe de Tversky disse que ele foi autodidata em muitas áreas, inclusive matemática. No ensino médio, Tversky teve aulas com o crítico literário Baruch Kurzweil e fez amizade com a colega Dahlia Ravikovich, que se tornaria uma poetisa premiada.
Tversky recebeu seu diploma de bacharel pela Universidade Hebraica de Jerusalém, em 1961, e seu doutorado pela Universidade de Michigan, em Ann Arbor, em 1965. Ele já havia desenvolvido uma visão clara da pesquisa sobre o julgamento.

## Serviço militar e carreira
Durante este tempo foi também membro e líder do Nahal, um programa das Forças de Defesa de Israel que combinava o serviço militar obrigatório com o estabelecimento de assentamentos agrícolas.
Tversky serviu com distinção nas Forças de Defesa de Israel como paraquedista, chegando ao posto de capitão e sendo condecorado por bravura. Ele saltou de paraquedas em zonas de combate durante a Crise de Suez, em 1956, comandou uma unidade de infantaria durante a Guerra dos Seis Dias, em 1967 e serviu em uma unidade de campo de psicologia durante a Guerra do Yom Kippur, em 1973.

## Carreira acadêmica

### Funções acadêmicas
Após seu doutorado, Tversky lecionou na Universidade Hebraica de Jerusalém. Ele então ingressou no corpo docente da Universidade Stanford em 1978, onde passou o resto de sua carreira.

### Trabalho acadêmico

#### Com Daniel Kahneman
O trabalho mais influente de Amos Tversky foi realizado com Kahneman, seu colaborador de longa data, numa parceria que começou no final dos anos 1960. Seu trabalho explorou os preconceitos e falhas de racionalidade continuamente exibidos na tomada de decisões humanas. Começando com seu primeiro artigo conjunto, "Crença na Lei dos Pequenos Números", Kahneman e Tversky expuseram onze "ilusões cognitivas" que afetam o julgamento humano, frequentemente usando experimentos empíricos de pequena escala que demonstram como os sujeitos tomam decisões irracionais sob condições incertas. A dupla introduziu a noção de preconceito cognitivo em 1972. Este trabalho foi altamente influente no campo da economia, que presumia em grande parte a racionalidade de todos os atores.
De acordo com Kahneman, a colaboração “diminuiu gradualmente” no início dos anos 1980, embora tenham tentado revivê-la. Os fatores incluíram Tversky recebendo a maior parte do crédito externo pelo resultado da parceria e uma redução na generosidade com que Tversky e Kahneman interagiram entre si.

#### Ignorância comparativa
Tversky e Fox (1995) abordaram a aversão à ambiguidade, a ideia de que as pessoas não gostam de apostas ou escolhas ambíguas, com o quadro de ignorância comparativa. A ideia deles era que as pessoas só têm aversão à ambiguidade quando sua atenção é especificamente voltada para a ambiguidade ao comparar uma opção ambígua com uma opção não ambígua. Por exemplo, as pessoas estão dispostas a apostar mais em escolher uma bola de cor correta de uma urna contendo proporções iguais de bolas pretas e vermelhas do que uma urna com proporções desconhecidas de bolas, quando avaliam ambas as urnas ao mesmo tempo. No entanto, ao avaliá-las separadamente, as pessoas estão dispostas a apostar aproximadamente o mesmo valor em qualquer urna. Assim, quando é possível comparar a aposta ambígua com uma aposta não ambígua, as pessoas são avessas — mas não quando se desconhece essa comparação.

#### Contribuições notáveis
1. Foundations of measurement - fundamentos da medição
2. Anchoring and adjustment - ancoragem e ajuste
3. Availability heuristic - heurística da disponibilidade
4. Base rate fallacy - falácia da taxa base
5. Conjunction fallacy - falácia da conjunção
6. Framing - enquadramento
7. Behavioral finance - finanças comportamentais
8. Clustering illusion - ilusão de agrupamento
9. Loss aversion - aversão à perda
10. Prospect theory - teoria das perspectivas
11. Cumulative prospect theory - teoria das perspectivas cumulativa
12. Representativeness heuristic - heurística da representatividade
13. Tversky index - índice de Tversky
14. Support theory - teoria do suporte
15. Contrast model - modelo de contraste
16. Feature matching account of similarity - conta de correspondência de características para similaridade

### Abordagem de pesquisa
Kahneman disse que Tversky tinha um gosto simplesmente perfeito para escolher problemas e nunca perdia muito tempo com nada que não estivesse destinado a ter importância. Ele também tinha uma bússola infalível que sempre o fazia seguir em frente.
O artigo de Tversky na Science de 1974, com Kahneman, sobre ilusões cognitivas desencadeou uma "cascata de pesquisas relacionadas", escreveu a Science News em um artigo de 1994, que traça a história recente da pesquisa sobre o raciocínio. Teóricos da decisão em economia, negócios, filosofia e medicina, bem como psicólogos, citaram seu trabalho.

### Reconhecimento
Em 1980 tornou-se membro da Academia Americana de Artes e Ciências.
Em 1984, ele foi um dos agraciados com a Bolsa MacArthur, e em 1985 foi eleito para a Academia Nacional de Ciências. Tversky, juntamente com Daniel Kahneman, recebeu o Prêmio Grawemeyer de Psicologia da Universidade de Louisville em 2003.
Após a morte de Tversky, Kahneman recebeu o Prêmio Nobel Memorial de Ciências Econômicas de 2002 pelo trabalho que realizou em colaboração com Tversky.

## Vida pessoal
Em 1963, Tversky casou-se com a psicóloga americana Barbara Gans, que mais tarde se tornou professora do departamento de desenvolvimento humano do Teachers College, da Universidade de Columbia. Eles tiveram três filhos juntos.

Tversky morreu de melanoma metastático em 1996. Ele era um judeu ateu.